# Lista över finländska amiraler i ryska kejserliga flottan
Detta är en lista över finländska och ur finländska släktled härrörande amiraler i den ryska kejserliga flottan. Efter namnet följer födelsetid och -ort. 

## Amiraler
- Theodor Avellan, 12.9.1839 Lovisa
- Johan Hampus Furuhjelm, 11.3.1821 Helsingfors
- Johan Fredrik Oskar von Kræmer, 19.5.1829 Hauho
- Aleksandr Sergejevitj Mensjikov, 15.8./22.9.1787 (rysk, men hans släkt togs upp i Finlands riddarhus även som finländsk adelssläkt)
- Bernhard (Boris) Nordmann, 29.9.1808 Svensksunds fästning, Kymmene
- Fredrik Nikolai Nordmann, 14.6.1805 Svensksunds fästning, Kymmene
- Johan Eberhard von Schantz, 29.10.1802 Björneborg
- Alexander Sidensnöre, 6.9.1842
- Oskar Ludvig Starck 29.5.1846
- Robert Wirén, 6.1.1857 Novgorod, Ryssland[1]

## Viceamiraler
- Konstantin Berghell
- Ivan Boström, 22.12.1857
- Oskar Wilhelm Enqvist, 28.10.1849
- Justus Adolf Ericsson, 14.10.1820 Ruotsi
- Peter Georg Falck, 23.10.1811 Stenudden, Helsingfors
- Georg Ludvig Gadd, 17.5.1827 Helsingfors
- Vladimir Lindeström
- Carl Sidensnöre, 15.5.1809
- Teodor Sillman, 17.1.1854 Helsingfors
- Johan Knut Valdemar Uggla, 10.6.1814 Växiö allodialsäteri, Kangasala
- Alexander Adolf von Weymarn, 21.9.1810 Hangö udd
- Anders Wirenius 29.4.1850 St Petersburg

## Konteramiraler
- Alexander Johan Fredrik Armfelt, 16.6.1826 Joutsiniemi gård, Kangasala
- Axel Fredrik Boije af Gennäs, 21.6.1828 Stjärnsund allodialsäteri, Tyrväntö
- Konstantin Ebeling
- Alexander Elfsberg, 18.1.1826 Uleåborg
- Kurt Fredrik Leonard af Enehjelm, 7.5.1838 Skeggas, Rudom by, Lappträsk
- Arvid Adolf Etholén, 9.1.1798 Helsingfors
- Georg Peter Falck, 15.1.1862 St Petersburg
- Gustaf Alfons Federley, 15.3.1826 Åbo
- Alexander Gideon Adalbert Gadd, 25.2.1875 Kronstadt, St Petersburgs guvernement, Ryssland
- Georg Ture Engelbert Gadd 26.1.1873 Kronstadt, St Petersburgs guvernement, Ryssland
- Viktor Reinhold Leopold Grenqvist, 29.12.1832 Sveaborg
- Carl Gustaf Casimir Gripenberg, 5.11.1836 Tavastehus
- Nikolai Jaenisch
- Carl Kuhlström, 1829 Viborg
- Gustaf August Wilhelm Melan, 10.3.1816 Myrbacka, Helsingfors socken
- Alexander Munck af Fulkila, 12.9.1832 Tavastehus
- Alexander Nordvik
- Anton Erik Scheele
- Hermann kovon Schoultz, 1827
- Alexander Julius Silfversvan, 23.12.1831 St Petersburg
- Teodor Ernst Silfversvan, 12.11.1843 Kronstadt, St Petersburgs guvernement, Ryssland
- Georg Starck, 20.10.1876
- Zakarias Alexander Stjerncreutz, 7.9.1817 Ijo
- Ernst Gustaf Julius Caesar Fredrik Wilhelm Athos Porthos Aramis Romulus Remus Thitz, 8.5.1826 Helsingfors
- Leopold Ludvig Toppelius, 27.11.1821 Kronstadt, St Petersburgs guvernement, Ryssland
- Paul Karl Toppelius, 17.9.1826 Kronstadt, St Petersburgs guvernement, Ryssland
- Alfred Leonhard Wilhelms, 19.12.1854 Åbo